# Kožuhe
Kožuhe (cyr. Кожухе) – wieś w Bośni i Hercegowinie, w Republice Serbskiej, w mieście Doboj. W 2013 roku liczyła 999 mieszkańców.